# 貝溫
貝溫（Berwyn）是美國伊利諾州庫克縣的一個城市。據2010年人口普查，貝溫總人口有56,657人。貝溫在歷史上曾是一片沼澤，直到19世紀後期才開始發展，現在已經成為芝加哥重要的衛星城市。